# Madeleine Jacob (journaliste)
Pour la sœur de Simone Veil déportée à Auschwitz, voir Madeleine Jacob (déportée)
Madeleine Jacob, née le 15 octobre 1896 à Paris et morte le 8 août 1985 à Caix (Somme), est une journaliste et grand reporter française.
Elle est, notamment, la chroniqueuse judiciaire de Libération (le quotidien dirigé par Emmanuel d'Astier de La Vigerie) de 1948 à 1964.

## Biographie

### Enfance et études
Madeleine Jacob est la fille d’un horloger-bijoutier.

### Carrière journalistique

#### Entre-deux-guerres
Elle commence une longue carrière journalistique à partir de 1923 à Vogue. En 1929, elle travaille pour l'hebdomadaire Vu qui publie un long reportage d'elle sur l'insurrection à Vienne de 1934. Elle rédige également des articles pour L'Œuvre, Messidor et Marianne. Elle est parmi les premiers grands reporters français à être présents en Espagne quelques jours seulement après le coup d’État franquiste du 17-18 juillet 1936.

#### Seconde Guerre mondiale
En 1940, elle couvre pour L'Œuvre le procès attenté aux députés communistes.

#### Après-guerre
Après la guerre, elle tient la rubrique judiciaire de Franc-tireur jusqu'en 1948. En novembre 1945, elle rend compte du procès de Nuremberg dans ce quotidien.
Elle entre en 1948, ainsi qu'une partie de la rédaction, au journal Libération. Elle continue d'assurer la couverture des multiples affaires judiciaires de l'après-guerre et de la Quatrième République.
À cette occasion, l'esprit particulièrement vindicatif de ses articles lui vaut beaucoup de haine et de ressentiment. Elle couvre notamment le procès de Céline, au Danemark, qui la qualifie de « muse des charniers ». Selon Jacques Isorni, notamment avocat du maréchal Pétain, le prononcé « d'une peine de travaux forcés à perpétuité lui paraissait une indulgence coupable ».
Après la disparition de Libération, elle poursuit sa carrière à L'Humanité Dimanche, où elle couvre aussi l'actualité judiciaire. Retraitée alors qu'elle est déjà très âgée, Madeleine Jacob continue pratiquement jusqu'à sa mort en 1985 à fréquenter le Palais de justice de Paris dont elle était devenue une figure. Son confrère Alain Guérin la décrit ainsi, dans ses souvenirs :
« La plus tumultueuse était Madeleine Jacob, tout à la fois « diva », Fée Carabosse et monstre sacré de la presse judiciaire, dont les papiers étaient nourris par le sentiment que n'avaient pas été assez punis les "collabos". »

## Publications
- À vous de juger : Pauline Dubuisson, Dominici, Sylvie Paul, Abbé Desnoyers, Paris, Éditions les Yeux ouverts, 1962.
- Le procès de Liège, Paris, Éditions les Yeux ouverts, 1963.
- Quarante ans de journalisme, Paris, Julliard, 1970.